# Johannes de Doperkerk (Warns)
De Johannes de Doperkerk is een kerkgebouw in Warns in de Nederlandse provincie Friesland.

## Beschrijving
De kerk was oorspronkelijk gewijd aan Johannes de Doper. Bij de tufstenen toren uit de 12e eeuw werd in 1682 een zaalkerk met driezijdig gesloten koor gebouwd. De classicistische ingangspartij aan de zuidzijde is versierd met een doodshoofd, een gevleugelde zandloper en een banderol met de naam Gellius Wibrandus van Jongestal, grietman van Hemelumer Oldeferd. Aan de noordzijde de eerste steen (15 april 1682). In 1729 kreeg de toren een ingesnoerde spits. In de toren hangt een klok uit 1523 en een klok (1710) van klokkengieters Claes Noorden en Jan Albert de Grave. Het interieur wordt gedekt door een houten tongewelf. De preekstoel en doophek zijn uit de 17e eeuw en vier herenbanken uit circa 1700. Het orgel (circa 1920) is gemaakt door de firma Dekker. De kerk is een rijksmonument.

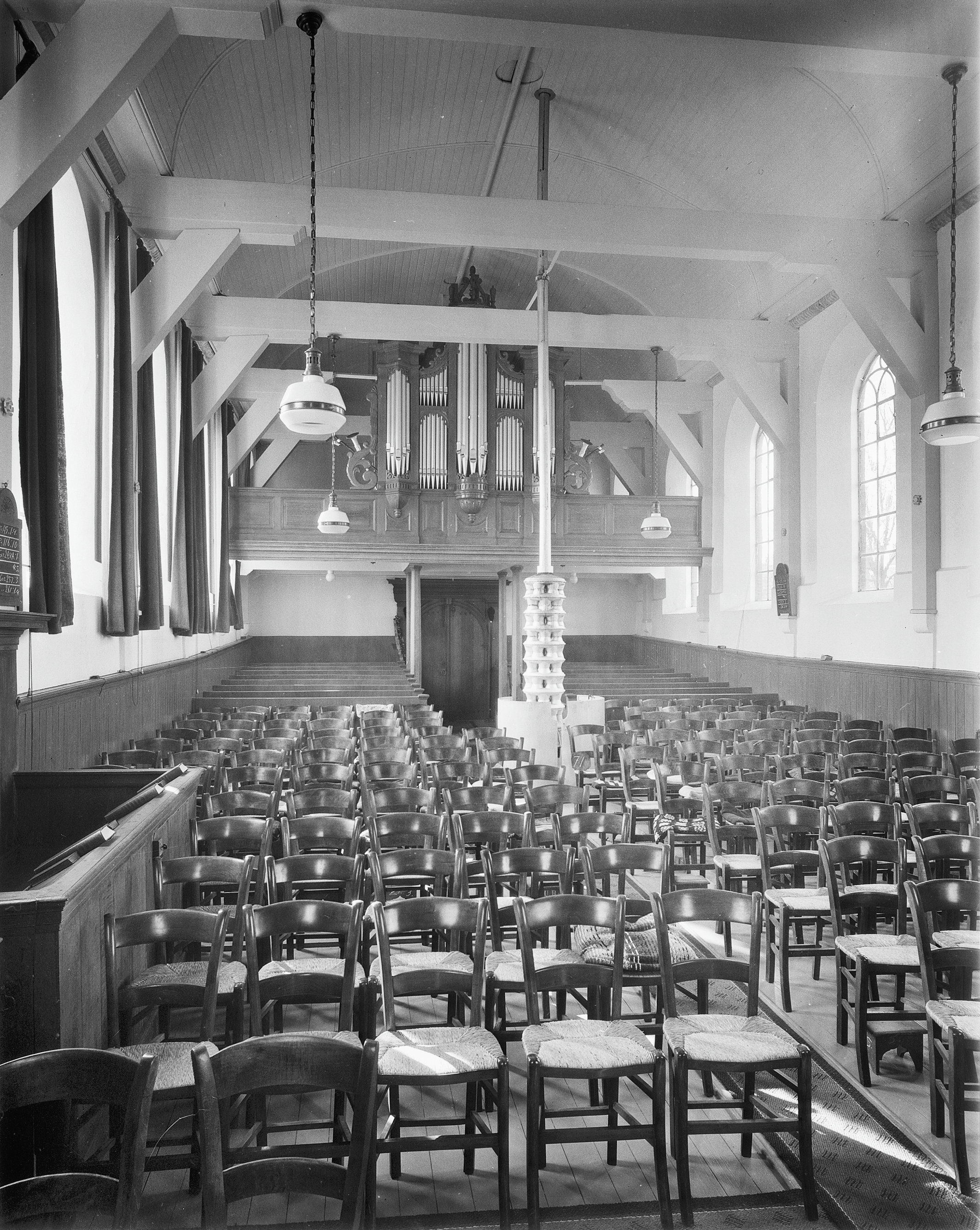
Interieur met orgel (1959)
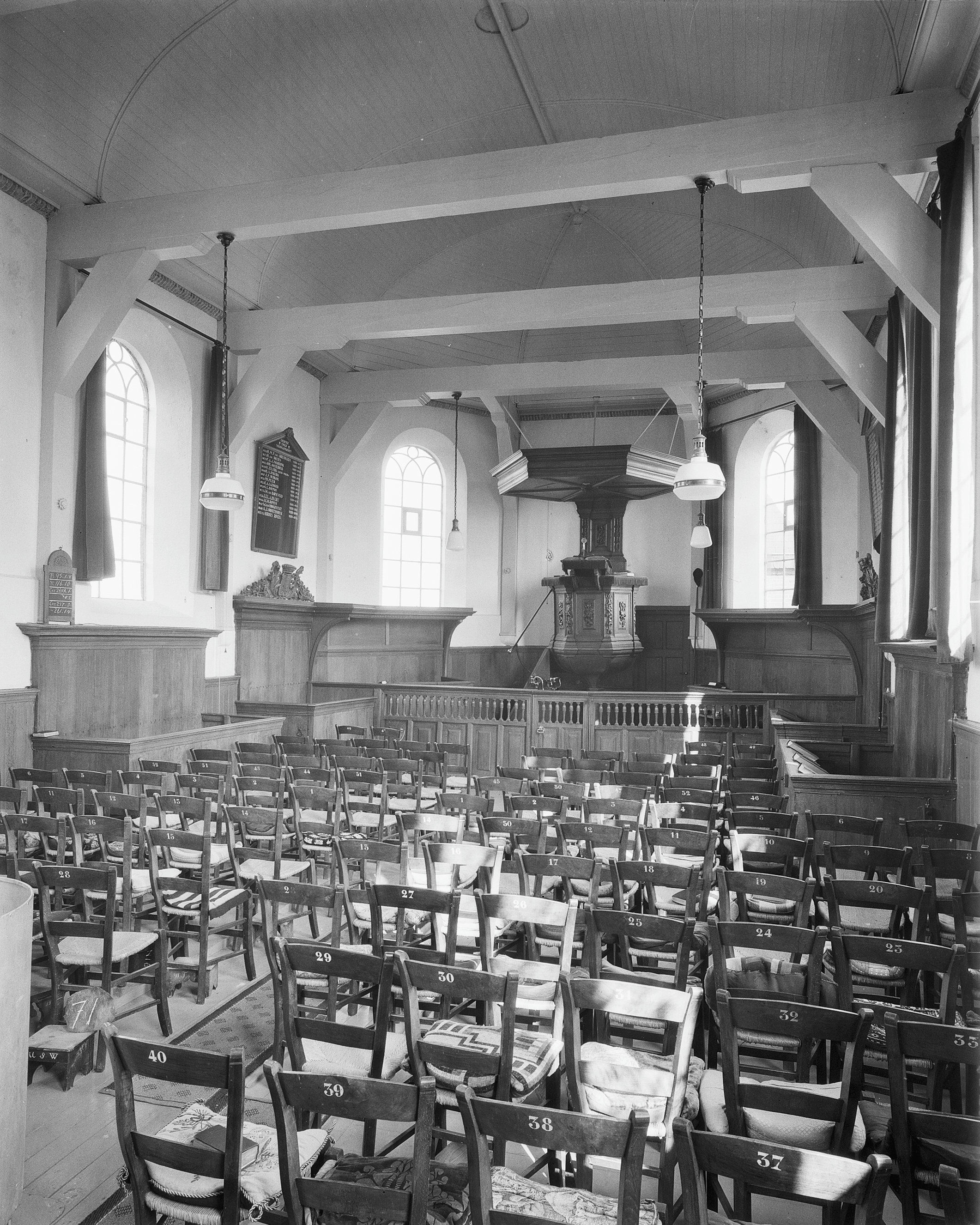
interieur met preekstoel